# Ruth Negga
Ruth Negga (/ˈneɪɡə/ NAY -gə; sinh ngày 7 tháng 1 năm 1982)  là một nữ diễn viên người Ethiopia - Ireland đã xuất hiện trong những bộ phim Capital Letters (2004) (cũng phát hành như là bị buôn bán ở một số nước), Isolation (2005), Bữa sáng trên Sao Diêm Vương (2005) và Warcraft (2016). bà cũng đã từng đóng các vai trong truyền hình, như trong loạt phim hình sự nhỏ của BBC, Love/Hate của RTÉ, Misfits của E4, và Agents of SHIELD của ABC năm 2016, bà bắt đầu đóng vai chính. như Tulip O'Hare trong Preacher của AMC.
Với vai diễn Mildred Loving in Loving (2016), Negga đã được đề cử giải Oscar cho Nữ diễn viên xuất sắc nhất, Giải Quả cầu vàng cho Nữ diễn viên xuất sắc nhất trong Phim điện ảnh - Phim truyền hình, Giải thưởng tinh thần độc lập cho Nữ chính xuất sắc nhất, Giải thưởng phim phê bình dành cho nữ chính Nữ diễn viên xuất sắc nhất và giành được một giải thưởng điện ảnh và truyền hình Ailen cho nữ diễn viên xuất sắc nhất, và bà đã được đề cử cho giải thưởng Ngôi sao đang lên BAFTA.

## Tuổi thơ và giáo dục
Negga sinh năm 1982 tại Addis Ababa, Ethiopia, với một người mẹ Ailen, Norra, và một người cha người Ethiopia, Tiến sĩ Negga. Cha mẹ bà gặp nhau khi mẹ bà đang làm y tá ở Ethiopia. Negga sống ở nước này cho đến khi bà lên bốn. Bà là con một. Cha bà mất trong một tai nạn xe hơi khi bà bảy tuổi. Lớn lên ở Limerick, Ireland, bà sống ở London từ năm 2006.
Negga học tại Trung tâm Samuel Beckett tại Trinity College, Dublin, tốt nghiệp với bằng Cử nhân Nghiên cứu Diễn xuất.

## Sự nghiệp
Negga xuất hiện lần đầu trên màn ảnh trong bộ phim Ailen Capital Letters (2004), đóng vai chính Taiwo. Bà tiếp tục đóng vai chính Mary trong bà lập năm sau. Trước đó, bà đã làm việc chủ yếu trong nhà hát. Sau khi thấy Negga diễn xuất, đạo diễn Neil Jordan đã thay đổi kịch bản thành Bữa sáng trên Sao Diêm Vương để bà có thể xuất hiện trong phim. bà cũng từng tham gia Color Me Kubrick (2005), với John Malkovich, và các bộ phim ngắn The Four Horsemen, 3-phút 4-Play và Stars. 

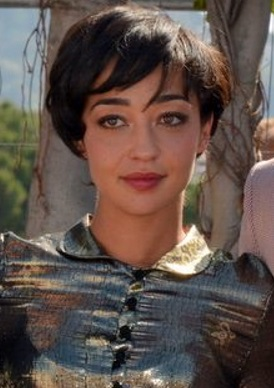
Negga tại Liên hoan phim Cannes 2016

Trên truyền hình, Negga đã xuất hiện trong Các bác sĩ, Tư pháp hình sự và loạt phim Ailen Love Is the Drug. Bà đóng vai trò chính của Doris "Sid" Siddiqi trong loạt vấn đề cá nhân của BBC Three, cùng với Laura Aikman, Annabel Scholey và Maimie McCoy. Negga đóng vai Rosie trong hai loạt đầu tiên của Love/Hate.
Negga xuất hiện với vai Dame Shirley Bassey trong sản phẩm Shirley của BBC năm 2011 và giành giải IFTA cho Nữ diễn viên xuất sắc nhất (Truyền hình) cho vai diễn của bà. Công việc nhà hát của bà bao gồm các vai trong Duck, Titus Andronicus và Lay Me Down Softly. Kể từ năm 2007, bà bắt đầu làm việc với nhóm sân khấu Ailen Pan Pan. Năm 2010, bà đóng vai Ophelia trong sản phẩm Hamlet của Nhà hát Quốc gia. Bà cũng cung cấp diễn xuất bằng giọng nói trong trò chơi video Dark Souls II, chơi Shanalotte, còn được gọi là "Emerald Herald".
Vào năm 2013, có thông báo rằng Negga đã được đặt cho một vai diễn định kỳ là Raina trong bộ phim truyền hình Mỹ Agents of S.H.I.E.L.D.. bà xuất hiện trong 17 tập của chương trình. bà đã quay những cảnh cho Steve McQueen, người từng đoạt giải Oscar 12 Years a Slave, nhưng cuối cùng vai diễn của bà đã bị cắt khỏi bộ phim. Vào tháng 3 năm 2015, Negga đã được chọn vào vai Tulip O'Hare trong loạt phim truyền hình giả tưởng AMC, Preacher, ra mắt vào năm sau.
Năm 2016, Negga đóng vai chính trong Loving, được công chiếu tại Liên hoan phim Cannes 2016 và sau đó được chiếu tại Liên hoan phim quốc tế Toronto. Bộ phim dựa trên câu chuyện có thật về Lovings, một cặp vợ chồng kết hôn giữa những năm 1950 và 1960 ở Virginia, có mối quan hệ dẫn đến phán quyết của Tòa án Tối cao Loving v. Virginia. Negga đã nhận được những lời phê bình cho vai diễn này, và giành được nhiều đề cử giải thưởng, bao gồm giải Oscar cho Nữ diễn viên xuất sắc nhất, Giải Quả cầu vàng cho Nữ diễn viên xuất sắc nhất trong Phim điện ảnh - Phim truyền hình và Giải thưởng Ngôi sao đang lên của BAFTA.

## Cuộc sống cá nhân
Negga có mối quan hệ với nam diễn viên Dominic Cooper bắt đầu vào năm 2010. Họ gặp nhau lần đầu tiên vào năm 2009 khi cùng làm việc trong một phiên bản chuyển thể của Phèdre với Helen Mirren. Hai người sống cùng nhau ở đồi Primrose của London. Cặp đôi hẹn hò trong sáu năm; tuy nhiên, Negga đã chỉ ra rằng phải mất nhiều năm báo chí mới biết về cuộc chia tay, lần đầu tiên được báo cáo vào tháng 4 năm 2018. Negga đáng chú ý là ngôi sao đối diện với Cooper trong Preacher của AMC, trong đó cặp đôi này thể hiện người yêu, và đã nói rằng họ là "những người bạn tốt nhất".

## Rạp hát
- Duck (vai mèo): Nhà hát Traverse, Edinburgh (2003)
- Phèdre (vai Aricia): Nhà hát Quốc gia Luân Đôn (2009)
- Hamlet (vai Ophelia): Nhà hát Quốc gia Luân Đôn (2010/11)
- Playboy of the Western World (vai Pegeen Mike): Nhà hát Old Vic London (2011)
- Hamlet (vai Hamlet): Nhà hát Gate, Dublin (2018)

## Đóng phim

### Phim ảnh
| Năm  | Tựa đề                      | Vai trò              | Ghi chú     |
| ---- | --------------------------- | -------------------- | ----------- |
| 2004 | Chữ in hoa                  | Taiwo                |             |
| 2005 | Ăn sáng trên Sao Diêm Vương | Charlie              |             |
| 2005 | bà lập                      | Mary                 |             |
| 2005 | Màu tôi Kubrick             | Lolita               |             |
| 2012 | Người Samari                | Iris                 |             |
| 2013 | Chiến tranh thế giới Z      | Bác sĩ WHO           |             |
| 2013 | 12 năm nô lệ                | Celeste              | Đã xóa cảnh |
| 2013 | Jimi: Tất cả là do tôi      | Ida                  |             |
| 2014 | Cao quý                     | Joan                 |             |
| 2014 | Tâm trí và âm nhạc          | Jessica              |             |
| 2015 | Iona                        | Iona                 |             |
| 2016 | Thương                      | Yêu thương nhẹ nhàng |             |
| 2016 | Chiến tranh                 | Nữ hoàng Taria       |             |
| 2019 | Quảng cáo Astra             |                      |             |

### Truyền hình
| Năm                | Tựa đề                     | Vai trò             | Ghi chú                                                 |
| ------------------ | -------------------------- | ------------------- | ------------------------------------------------------- |
| 2004               | Bác sĩ                     | Wanda Harrison      | Tập: "Người thay thế"                                   |
| 2004               | Tình yêu là liều thuốc     | Lisa Sheerin        | 4 tập                                                   |
| 2008               | Tư pháp hình sự            | Melanie Lloyd       | Vai trò chính (loạt 1)                                  |
| 2009               | Công việc cá nhân          | Doris "Sid" Siddiqi | Vai trò chính                                           |
| 2010               | Năm bà con gái             | Bà mẹ               | Truyền hình miniseries                                  |
| 20102012011        | Yêu ghét                   | Rosie               | Vai trò chính (sê-ri 1                                  |
| 2010               | Misfits                    | Nikki               | Vai trò định kỳ (loạt 2)                                |
| 2010               | Sự sinh sản                | Rời đi              | Vai trò chính                                           |
| 2011               | Shirley                    | Shirley Bassey      | Phim truyền hình                                        |
| 2012               | Nhà nước bí mật            | Agnes Evans         | Truyền hình miniseries                                  |
| 2013201201, 2018   | Tay sai của người lãnh đạo | Raina               | Vai trò định kỳ (mùa 1 trận2) Vai trò khách mời (mùa 5) |
| Hiện tại 2016 2016 | Thầy giảng                 | Hoa tulip           | Vai trò chính Nhà sản xuất điều hành                    |

### Trò chơi điện tử
| Năm  | Tựa đề                               | Vai trò                   |
| ---- | ------------------------------------ | ------------------------- |
| 2011 | El Shaddai: Thăng thiên của Metatron | Ishtar                    |
| 2014 | Linh hồn bóng tối II                 | Shanalotte (Ngọc lục bảo) |

## Phần thưởng và đề cử
Negga được đề cử là Người mới triển vọng nhất năm 2003 tại Giải thưởng Olivier. bà được chọn là Ngôi sao băng của Ireland cho Liên hoan phim Berlin 2006. bà đã nhận được nhiều giải thưởng cho vai diễn Mildred Loving trong bộ phim Loving 2016, bao gồm Giải thưởng Hàn lâm, Lựa chọn phê bình và đề cử giải Quả cầu vàng cho Nữ diễn viên xuất sắc nhất. 
| Năm  | Hội                                                        | thể loại | Công việc | Kết quả |
| ---- | ---------------------------------------------------------- | --- | --- | ------- |
| 2005 | Học viện Điện ảnh và Truyền hình Ailen                     | Nữ diễn viên xuất sắc nhất trong vai phụ - Phim | style="background: #FDD; color: black; vertical-align: middle; text-align: center; " class="no table-no2"\|Đề cử                              |         |
| 2005 | Học viện Điện ảnh và Truyền hình Ailen                     | Nữ diễn viên xuất sắc nhất trong vai chính - Phim | style="background: #FDD; color: black; vertical-align: middle; text-align: center; " class="no table-no2"\|Đề cử                              |         |
| 2011 | Học viện Điện ảnh và Truyền hình Ailen                     | Nữ diễn viên xuất sắc nhất trong vai phụ - Truyền hình | style="background: #FDD; color: black; vertical-align: middle; text-align: center; " class="no table-no2"\|Đề cử                              |         |
| 2012 | Học viện Điện ảnh và Truyền hình Ailen                     | Nữ diễn viên xuất sắc nhất trong vai phụ - Truyền hình | style="background: #FDD; color: black; vertical-align: middle; text-align: center; " class="no table-no2"\|Đề cử                              |         |
| 2012 | Học viện Điện ảnh và Truyền hình Ailen                     | Nữ diễn viên xuất sắc nhất trong vai chính - Truyền hình | style="background: #99FF99; color: black; vertical-align: middle; text-align: center; " class="yes table-yes2"\|Đoạt giải                     |         |
| 2012 | Hiệp hội Truyền hình Hoàng gia                             | Giải thưởng truyền hình RTS cho Nam diễn viên xuất sắc nhất (Nữ) | style="background: #FDD; color: black; vertical-align: middle; text-align: center; " class="no table-no2"\|Đề cử                              |         |
| 2012 | Học viện Điện ảnh và Truyền hình Ailen                     | Nữ diễn viên xuất sắc nhất trong vai phụ - Truyền hình | style="background: #FDD; color: black; vertical-align: middle; text-align: center; " class="no table-no2"\|Đề cử                              |         |
| 2015 | Giải thưởng Học viện Anh Scotland                          | Nữ diễn viên xuất sắc nhất trong phim | style="background: #FDD; color: black; vertical-align: middle; text-align: center; " class="no table-no2"\|Đề cử                              |         |
| 2015 | Giải thưởng giới phê bình phim London                      | Nữ diễn viên của năm/Anh | Yêu và Iona \|style="background: #FDD; color: black; vertical-align: middle; text-align: center; " class="no table-no2"\|Đề cử                |         |
| 2016 | Nhà phê bình phim New York trực tuyến                      | Trình diễn đột phá hay nhất | Thương \|style="background: #99FF99; color: black; vertical-align: middle; text-align: center; " class="yes table-yes2"\|Đoạt giải            |         |
| 2016 | Hiệp hội phê bình phim người Mỹ gốc Phi                    | style="background: #99FF99; color: black; vertical-align: middle; text-align: center; " class="yes table-yes2"\|Đoạt giải                                                              | Thương \|style="background: #99FF99; color: black; vertical-align: middle; text-align: center; " class="yes table-yes2"\|Đoạt giải            |         |
| 2016 | Liên minh nhà báo phụ nữ                                   | style="background: #99FF99; color: black; vertical-align: middle; text-align: center; " class="yes table-yes2"\|Đoạt giải                                                              | Thương \|style="background: #99FF99; color: black; vertical-align: middle; text-align: center; " class="yes table-yes2"\|Đoạt giải            |         |
| 2016 | Giải thưởng Black reel                                     | style="background: #99FF99; color: black; vertical-align: middle; text-align: center; " class="yes table-yes2"\|Đoạt giải                                                              | Thương \|style="background: #99FF99; color: black; vertical-align: middle; text-align: center; " class="yes table-yes2"\|Đoạt giải            |         |
| 2016 | Liên hoan phim quốc tế Palm Springs                        | style="background: #99FF99; color: black; vertical-align: middle; text-align: center; " class="yes table-yes2"\|Đoạt giải                                                              | Thương \|style="background: #99FF99; color: black; vertical-align: middle; text-align: center; " class="yes table-yes2"\|Đoạt giải            |         |
| 2016 | Liên hoan phim quốc tế Santa Barbara                       | style="background: #99FF99; color: black; vertical-align: middle; text-align: center; " class="yes table-yes2"\|Đoạt giải                                                              | Thương \|style="background: #99FF99; color: black; vertical-align: middle; text-align: center; " class="yes table-yes2"\|Đoạt giải            |         |
| 2016 | Giải thưởng vệ tinh                                        | Nữ diễn viên xuất sắc nhất (gắn liền với Isabelle Huppert) \|style="background: #99FF99; color: black; vertical-align: middle; text-align: center; " class="yes table-yes2"\|Đoạt giải | Thương \|style="background: #99FF99; color: black; vertical-align: middle; text-align: center; " class="yes table-yes2"\|Đoạt giải            |         |
| 2016 | Giải thưởng học viện                                       | Nữ diễn viên tốt nhất \|style="background: #FDD; color: black; vertical-align: middle; text-align: center; " class="no table-no2"\|Đề cử                                               | Thương \|style="background: #99FF99; color: black; vertical-align: middle; text-align: center; " class="yes table-yes2"\|Đoạt giải            |         |
| 2016 | Giải thưởng quốc tế AACTA                                  | style="background: #FDD; color: black; vertical-align: middle; text-align: center; " class="no table-no2"\|Đề cử                                                                       | Thương \|style="background: #99FF99; color: black; vertical-align: middle; text-align: center; " class="yes table-yes2"\|Đoạt giải            |         |
| 2016 | Hiệp hội phê bình phim Austin                              | style="background: #FDD; color: black; vertical-align: middle; text-align: center; " class="no table-no2"\|Đề cử                                                                       | Thương \|style="background: #99FF99; color: black; vertical-align: middle; text-align: center; " class="yes table-yes2"\|Đoạt giải            |         |
| 2016 | Giải thưởng điện ảnh của Viện hàn lâm Anh                  | style="background: #FDD; color: black; vertical-align: middle; text-align: center; " class="no table-no2"\|Đề cử                                                                       | Thương \|style="background: #99FF99; color: black; vertical-align: middle; text-align: center; " class="yes table-yes2"\|Đoạt giải            |         |
| 2016 | Giải thưởng điện ảnh của các nhà phê bình                  | Nữ diễn viên tốt nhất \|style="background: #FDD; color: black; vertical-align: middle; text-align: center; " class="no table-no2"\|Đề cử                                               | Thương \|style="background: #99FF99; color: black; vertical-align: middle; text-align: center; " class="yes table-yes2"\|Đoạt giải            |         |
| 2016 | Giải thưởng Hiệp hội phê bình phim Dallas Worth Fort Worth | style="background: #FDD; color: black; vertical-align: middle; text-align: center; " class="no table-no2"\|Đề cử                                                                       | Thương \|style="background: #99FF99; color: black; vertical-align: middle; text-align: center; " class="yes table-yes2"\|Đoạt giải            |         |
| 2016 | Giải thưởng của Hiệp hội phê bình phim Detroit             | style="background: #FDD; color: black; vertical-align: middle; text-align: center; " class="no table-no2"\|Đề cử                                                                       | Thương \|style="background: #99FF99; color: black; vertical-align: middle; text-align: center; " class="yes table-yes2"\|Đoạt giải            |         |
| 2016 | Giải thưởng giới phê bình phim Florida                     | Nữ diễn viên tốt nhất \|style="background: #FDD; color: black; vertical-align: middle; text-align: center; " class="no table-no2"\|Đề cử                                               | Thương \|style="background: #99FF99; color: black; vertical-align: middle; text-align: center; " class="yes table-yes2"\|Đoạt giải            |         |
| 2016 | Giải Quả cầu vàng                                          | Nữ diễn viên xuất sắc nhất trong phim điện ảnh - Kịch \|style="background: #FDD; color: black; vertical-align: middle; text-align: center; " class="no table-no2"\|Đề cử               | Thương \|style="background: #99FF99; color: black; vertical-align: middle; text-align: center; " class="yes table-yes2"\|Đoạt giải            |         |
| 2016 | Giải thưởng phim độc lập Gotham                            | style="background: #FDD; color: black; vertical-align: middle; text-align: center; " class="no table-no2"\|Đề cử                                                                       | Thương \|style="background: #99FF99; color: black; vertical-align: middle; text-align: center; " class="yes table-yes2"\|Đoạt giải            |         |
| 2016 | Giải thưởng tinh thần độc lập                              | Nữ chính xuất sắc nhất \|style="background: #FDD; color: black; vertical-align: middle; text-align: center; " class="no table-no2"\|Đề cử                                              | Thương \|style="background: #99FF99; color: black; vertical-align: middle; text-align: center; " class="yes table-yes2"\|Đoạt giải            |         |
| 2016 | Giải thưởng giới phê bình phim London                      | style="background: #FDD; color: black; vertical-align: middle; text-align: center; " class="no table-no2"\|Đề cử                                                                       | Thương \|style="background: #99FF99; color: black; vertical-align: middle; text-align: center; " class="yes table-yes2"\|Đoạt giải            |         |
| 2016 | Giải thưởng hình ảnh NAACP                                 | style="background: #FDD; color: black; vertical-align: middle; text-align: center; " class="no table-no2"\|Đề cử                                                                       | Thương \|style="background: #99FF99; color: black; vertical-align: middle; text-align: center; " class="yes table-yes2"\|Đoạt giải            |         |
| 2016 | Giải thưởng của Hiệp hội phê bình phim trực tuyến          | Nữ diễn viên tốt nhất \|style="background: #FDD; color: black; vertical-align: middle; text-align: center; " class="no table-no2"\|Đề cử                                               | Thương \|style="background: #99FF99; color: black; vertical-align: middle; text-align: center; " class="yes table-yes2"\|Đoạt giải            |         |
| 2016 | Giải thưởng của Hiệp hội phê bình phim San Diego           | Nữ diễn viên tốt nhất \|style="background: #FDD; color: black; vertical-align: middle; text-align: center; " class="no table-no2"\|Đề cử                                               | Thương \|style="background: #99FF99; color: black; vertical-align: middle; text-align: center; " class="yes table-yes2"\|Đoạt giải            |         |
| 2016 | Giải thưởng giới phê bình phim San Francisco               | style="background: #FDD; color: black; vertical-align: middle; text-align: center; " class="no table-no2"\|Đề cử                                                                       | Thương \|style="background: #99FF99; color: black; vertical-align: middle; text-align: center; " class="yes table-yes2"\|Đoạt giải            |         |
| 2016 | Giải thưởng Hiệp hội phê bình phim St.                     | style="background: #FDD; color: black; vertical-align: middle; text-align: center; " class="no table-no2"\|Đề cử                                                                       | Thương \|style="background: #99FF99; color: black; vertical-align: middle; text-align: center; " class="yes table-yes2"\|Đoạt giải            |         |
| 2016 | Hiệp hội phê bình phim khu vực Washington DC               | style="background: #FDD; color: black; vertical-align: middle; text-align: center; " class="no table-no2"\|Đề cử                                                                       | Thương \|style="background: #99FF99; color: black; vertical-align: middle; text-align: center; " class="yes table-yes2"\|Đoạt giải            |         |
| 2016 | Học viện Điện ảnh và Truyền hình Ailen                     | Nữ diễn viên xuất sắc nhất trong vai phụ - Chính kịch | Tay sai của người lãnh đạo \|style="background: #FDD; color: black; vertical-align: middle; text-align: center; " class="no table-no2"\|Đề cử |         |
| 2019 | Giải thưởng Emmy ban ngày                                  | Diễn viên xuất sắc trong một chương trình hoạt hình | style="background: #FFD; color: black; vertical-align: middle; text-align: center; " class="partial table-partial"\|Chưa công bố              |         |